# Spada (Flugabwehrsystem)
Spada ist ein italienisches Flugabwehrraketensystem. Es basiert auf der Aspide-Rakete, einer italienischen Weiterentwicklung der AIM-7 Sparrow, die in dieser Form als Boden-Luft-Rakete eingesetzt wird. Dieses Flugabwehrsystem und auch die dazugehörige Rakete wurde in den 1980er-Jahren von der Firma Alenia entwickelt, heute ist es ein Produkt von MBDA. Spada-Batterien sind seit 1987 bei der italienischen Luftwaffe und beim italienischen Heer im Einsatz. Bei der Marine wird das System Albatros genannt. Es wurde in etliche Staaten exportiert, in der modernisierten Version Spada 2000 zuletzt nach Spanien und Pakistan.

## Versionen

### Spada/Aspide

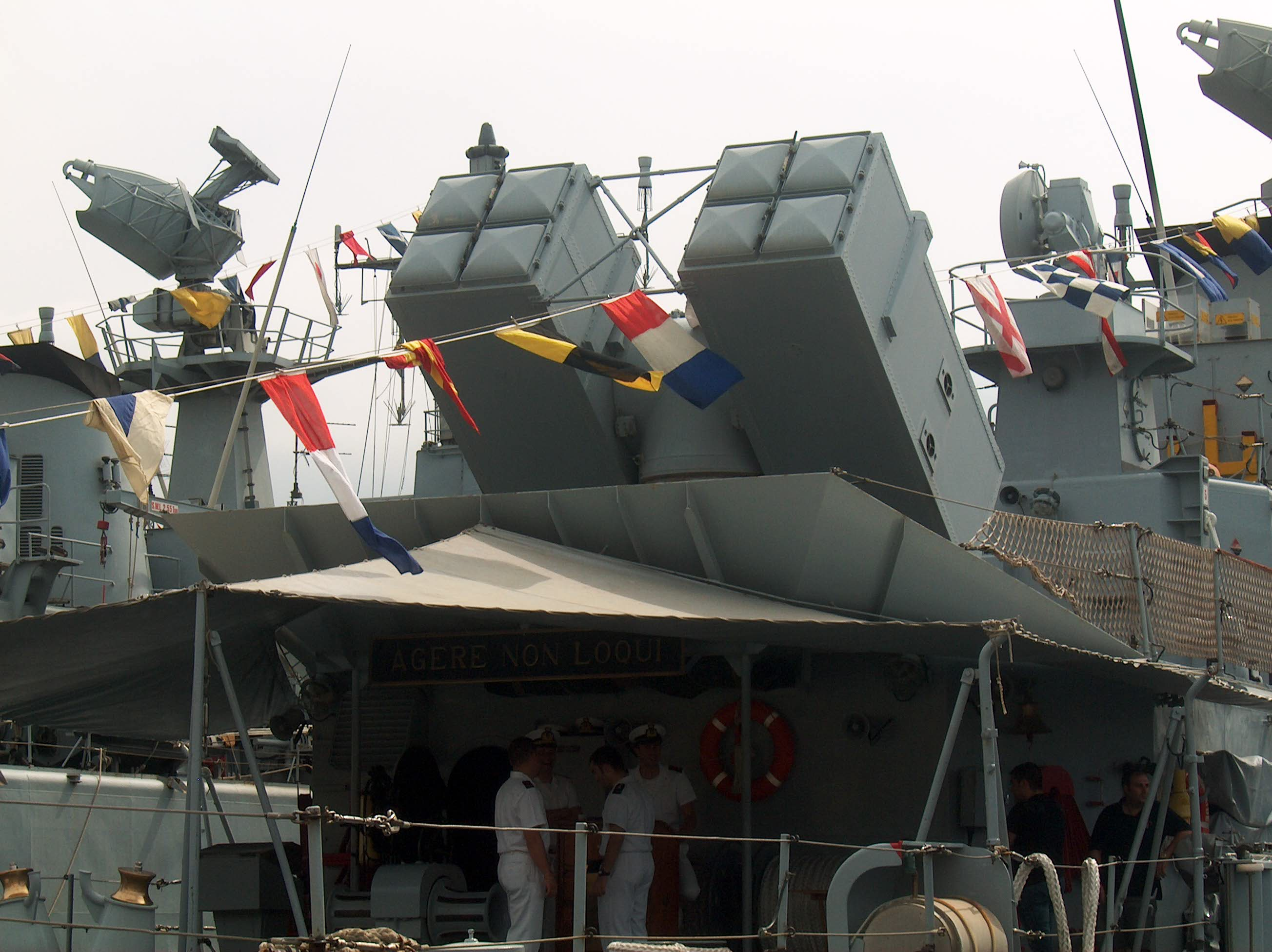
Albatros 8-fach-Starter

Das Flugabwehrraketensystem Spada ist für den Objektschutz und für die Bekämpfung von Luftfahrzeugen in niedrigen und mittleren Höhen vorgesehen. Es besteht aus verschiedenen Komponenten, die zum Teil in Sheltern untergebracht sind und relativ einfach per Lastkraftwagen oder Transportflugzeug verlegt werden können. Die erste Komponente dient der Zielerfassung und besteht aus zwei Sheltern, einem Erfassungsradar und zwei Generatoren. Der erste Shelter dient dem Betrieb des Radars, der zweite Shelter als Feuerleitstand. Das System hat in der Regel zwei bis vier Abschuss-Teileinheiten. Diese bestehen jeweils aus einem Zielverfolgungs- und Beleuchtungsradar, einem Shelter für Technik und Personal, zwei Elektrogeneratoren sowie aus zwei Startgeräten für jeweils sechs Aspide-Raketen. In der modernisierten Version Spada 2000 kann das Flugabwehrsystem rund 2.000 km² abdecken, Zielerfassung- und verfolgung reichen bis 60 km und die Raketen können Ziele in bis zu 25 Kilometer Entfernung bekämpfen.
Die italienische Luftwaffe wollte Anfang der 1980er Jahre insgesamt 20 Batterien zum Schutz ebenso vieler Militärflugplätze beschaffen, bestellt wurden jedoch nur zwölf Batterien, von denen schließlich sieben auf den Standard Spada 2000 gebracht wurden. Kuwait brachte seine Spada-Systeme im Jahr 2007 auf den Standard Spada 2000.
„Spada“ ist das italienische Wort für „Schwert“. Spada steht auch als Abkürzung für „Sistema di Punto Automatizzato per la Difesa Aerea“ oder „Automatisiertes Flugabwehrsystem für den Objektschutz“.

### Skyguard/Aspide
Die Kombination eines modifizierten Skyguard-Systems und der Aspide-Rakete zum Schutz von Heeresverbänden im Feld hatte weniger Erfolg. Der Grund hierfür war, dass Flugabwehrsysteme wie die MIM-23 HAWK und die Roland einen besseren Mix darstellten, weil sie einerseits einen größeren Bereich abdecken konnten (Hawk) und weil sie andererseits (Roland) auf Panzerchassis montiert wurden und somit wesentlich geländegängiger waren. Zwar wurde dem italienischen Heer eine solch geländegängige Skyguard/Aspide-Version angeboten, es bestellte dann jedoch vier normale Batterien als Ergänzung zu seinen Hawk-, Stinger- und Sidam-Einheiten. Das Nachfolgesystem von Skyguard/Aspide ist Spada 2000.

### Albatros/Aspide
Die relativ weit verbreitete Marineversion Albatros/Aspide gibt es mit einem 4-fach-Starter, der 4 t wiegt und auf Korvetten eingesetzt wird, sowie mit einem 8-fach-Starter, der 8,5 t wiegt. Der 8-fach-Starter kann mit einem automatischen Magazin für 16 weitere Raketen kombiniert werden. Mit geringen Modifikationen kann das Albatros-System auch RIM-7 Sea Sparrow verschießen.

### Albatros NG
Die Albatros NG wurde im Jahr 2020 vorgestellt. Das System verwendet die 
CAMM-Lenkwaffen welche aus Senkrechtstartanlagen für Flugkörper gestartet werden.

## Verbreitung
Nachstehend eine Auswahl an Schiffsklassen, die mit dem Albatros/Aspide-System ausgerüstet wurden:

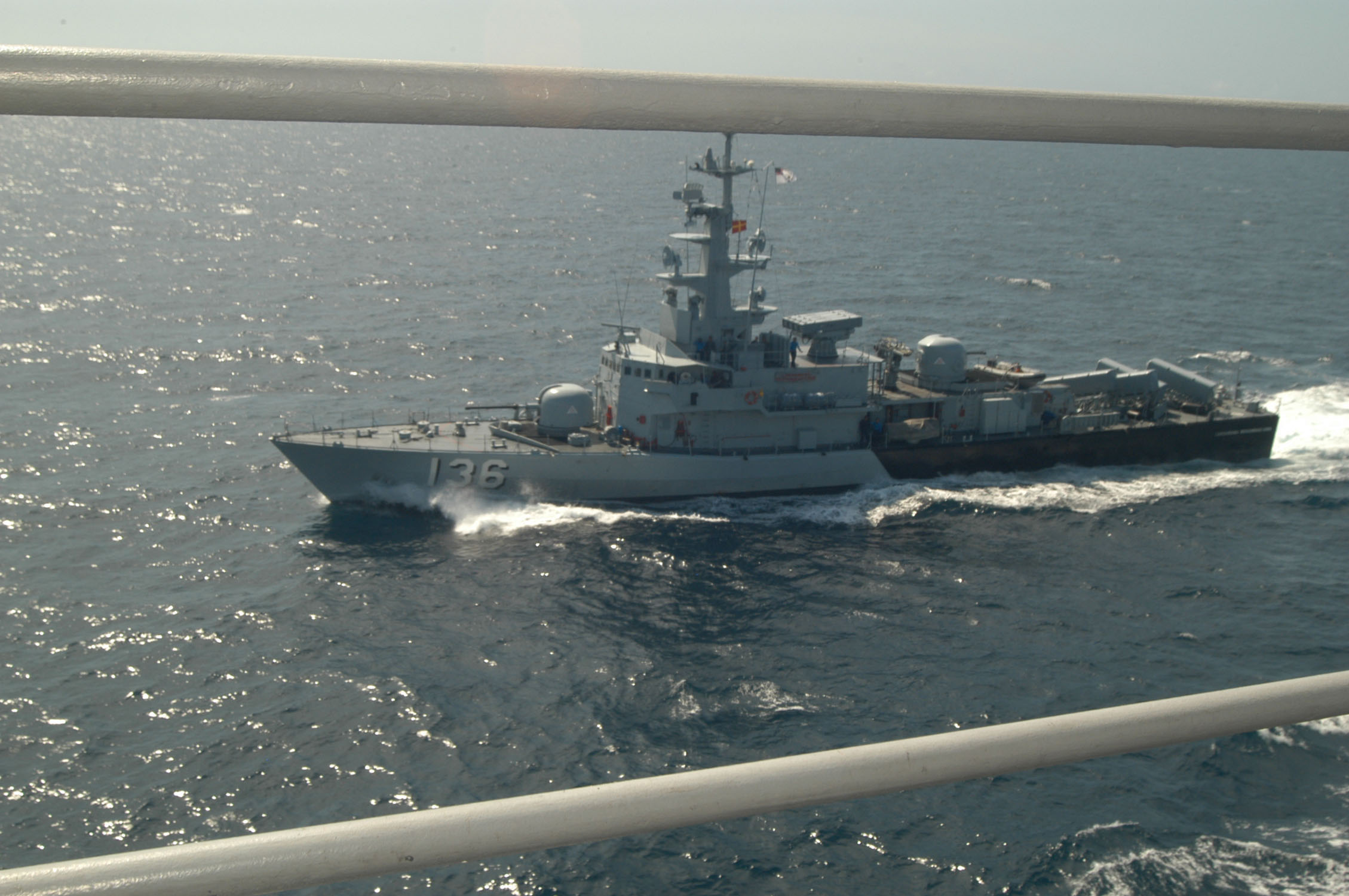
Korvette Laksamana Tun Amin mit 4-fach-Starter mittschiffs

- Ägypten – Korvetten der Descubierta-Klasse[5][6]
- Argentinien – MEKO 360-Zerstörer
- Brasilien – Fregatten der Niterói-Klasse (nach Modernisierung)[7][8]
- Ecuador – Korvette der Esmeraldas-Klasse[9][10]
- Italien – Flugzeugträger Giuseppe Garibaldi, Zerstörer der Audace- und De-la-Penne-Klasse, Fregatten der Lupo- und Maestrale-Klasse, Korvetten der Minerva-Klasse
- Malaysia – Korvetten der Laksamana-Klasse[11][12]
- Libyen – Dat Assarwari (Vosper-Mk7-Fregatte)[13]
- Marokko – Korvette der Descubierta-Klasse[5][6]
- Nigeria – MEKO-360-Fregatte Aradu
- Peru – Lupo-Klasse
- Spanien – Korvette der Descubierta-Klasse[5][6]
- Thailand – Korvetten der Ratanakosin-Klasse[14]
- Türkei – MEKO-200-Fregatten
- Venezuela – Lupo-Klasse